# Prince Gyasi
Prince Gyasi Nyantakyi, né le 30 avril 1995, également connu sous le nom d'artiste Prince Gyasi est un artiste visuel ghanéen. Il est le cofondateur de Boxedkids, une organisation à but non lucratif qui contribue à l'education des enfants d'Accra.

## Jeunesse
Prince Gyasi fait ses études secondaires au lycée Accra Academy à Accra.

## Carrière
Prince Gyasi commence à prendre des photos en 2011 et achète en 2014 son premier iPhone, le principal outil qu'il utilise pour créer ses œuvres d'art. Il commence avec des instantanés d'amis, de famille et de mannequins de sa ville natale au Ghana, puis se rend compte qu'il peut utiliser son téléphone comme outil de création artistique et comme moyen d'expression.
Utiliser un iPhone pour prendre des photos lui permet de distinguer son art de celui des autres plasticiens et photographes et de casser les codes de cet art singulier et élitiste. Il cherche à transmettre des sentiments à travers les couleurs et à donner la parole aux personnes laissées à l'écart de la société. Il considère en effet son utilisation des couleurs comme une source de thérapie pour son public. La maternité, la paternité, l'enfance peuvent être considérées comme ses thèmes les plus caractéristiques .

### A Great Day In Accra
En décembre 2018, il reçoit une commande d'Apple qui lui permet de travailler sur un projet intitulé A Great Day In Accra et de promouvoir le genre musical Hiplife du Ghana dans le monde. Pour ce projet, il photographie des musiciens hiplife ghanéens comme Gyedu-Blay Ambolley, Reggie Rockstone, Okyeame Kwame, Rab Bakari, Abrewa Nana, Hammer of The Last Two, Beat Menace, Gurunkz, Joey B, EL (rappeur), DJ Breezy, Stargo, Kirani Ayat, Akan (musicien), Kiddblack, Ansah Live, Imani NAD, Toyboi, Kwesi Arthur et Shadow,.

### Naomi Campbell pour Madame Figaro
Madame Figaro demande à Prince Gyasi de photographier Naomi Campbell pour la couverture du numéro du 26 mars 2021. La séance de pose est organisée par Jenke Ahmed Tailly et s'effectue à Lagos pendant la semaine de la mode Arise.